# Megacyllene neblinosa
Megacyllene neblinosa es una especie de escarabajo longicornio del género Megacyllene, tribu Clytini, subfamilia Cerambycinae. Fue descrita científicamente por Di Iorio en 1995.

## Descripción
Mide 10,2-15 milímetros de longitud.

## Distribución
Se distribuye por Argentina, Bolivia, Brasil y Paraguay.